# Монастырь Аладжа
Монастырь Аладжа́ (болг. Аладжа манастир) — руины православного скального монастыря XIII века в 14 км от центра города Варна (рядом с курортом Золотые пески) в Болгарии.

## Название
Настоящее христианское название монастыря неизвестно, не было обнаружено ни одного письменного источника, в котором бы данный монастырь упоминался. В конце XIX века было записано лишь одно предание, в котором утверждалось, что монастырь носил имя «Святого Спаса». Название же «Аладжа» имеет турецкое происхождение и обозначает «пёстрый, разноцветный». Оно возникло, вероятно, из-за сохранившихся в разрушенном монастыре до более поздних времён красочных фресок в часовне, ярко выделявшихся на светлом фоне известковой скалы. Впервые в литературе это имя монастыря упоминается в книге русского писателя Теплякова «Письма из Болгарии» лишь в 1832 году.

## История
С IV века в этой местности в катакомбах, высеченных в известковой отвесной скале обитали христианские отшельники. Как скальная монашеская обитель монастырь окончательно оформился в XIII веке. В конце XIV века после завоевания Болгарии Османской империей монастырь был разрушен, но отшельники продолжали населять пещеры до XVIII века. В настоящее время монастырь необитаем.
Систематическое исследование этого памятника христианской культуры началось только в конце XIX века основоположниками болгарской археологии братьями Шкорпил. В 1912 году по их инициативе монастырь был объявлен памятником старины, а в 1957 году по предложению болгарского Национального института памятников культуры — памятником культуры национального значения. Является филиалом историко-археологического музея Варны.
В монастырский комплекс входили: кафоликон во имя Святой Троицы, 2 часовни, церковь для отпевания, склеп, кухня, трапезная, 20 келий и хозяйственных помещений. Все данные помещения были расположены в естественных пещерах на двух ярусах сорокаметровой известняковой скалы.
Монастырские помещения были украшены фресками, изображения которых сохранились только на акварелях начала XX века. Фресковый цикл частично сохранился лишь в монастырской часовне на стене и потолке. На потолке можно наблюдать фрагменты фрески «Вознесение Господне», созданной в XIII—XIV веках.

## Катакомбы

Вход в катакомбы монастырского комплекса Аладжа

Катакомбы комплекса Аладжа расположены примерно в 800-х метрах на северо-запад от монастыря. Они представляют собой пещеры в трёх уровнях. Наиболее хорошо сохранился второй ярус, состоящий из одного просторного помещения, предназначение которого установлено не было (предположительно крипта), и помещения меньшего размера с пятью могильными камерами — склепа. На стенах обоих помещений были обнаружены вырезанные в камне изображения крестов раннехристианской эпохи с буквами Α (альфа) и Ω (омега), смысл которых истолковывается как: «Я (Христос) есть первый и последний, начало и конец».
На внешней площадке этого же уровня есть ещё один вход в помещение для захоронений, но он завален сползшей вниз скальной массой. Нижний и верхний, менее сохранившиеся уровни, также представляют собой естественные пещеры, в которых обитали монахи. В нижнем уровне предположительно располагались храм и монашеские кельи, в верхнем — часовня.
Склеп, вырезанные кресты и другие находки (фрагменты керамики, монеты императора Юстиана I Великого, части металлического кадила) дают основание полагать, что катакомбы были обитаемы в IV—VI вв. Недалеко от монастыря также были обнаружены развалины раннехристианской базилики, небольшого укрепления и нескольких поселений, относящиеся к этому же периоду. Возможно это был один из ранних христианских центров Черноморья, упоминаемых в хрониках Константина Багрянородного.

### Ночное световое шоу

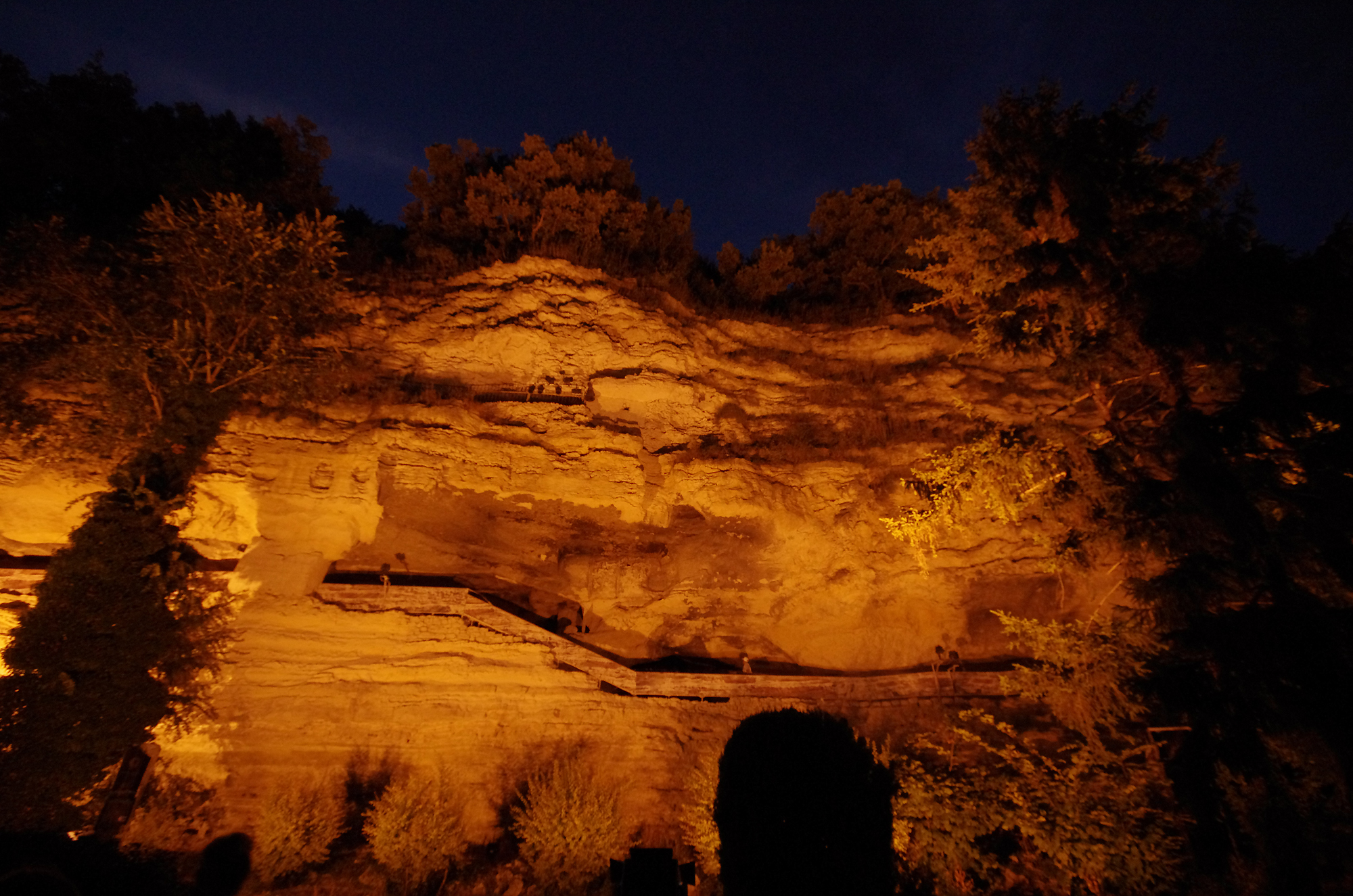
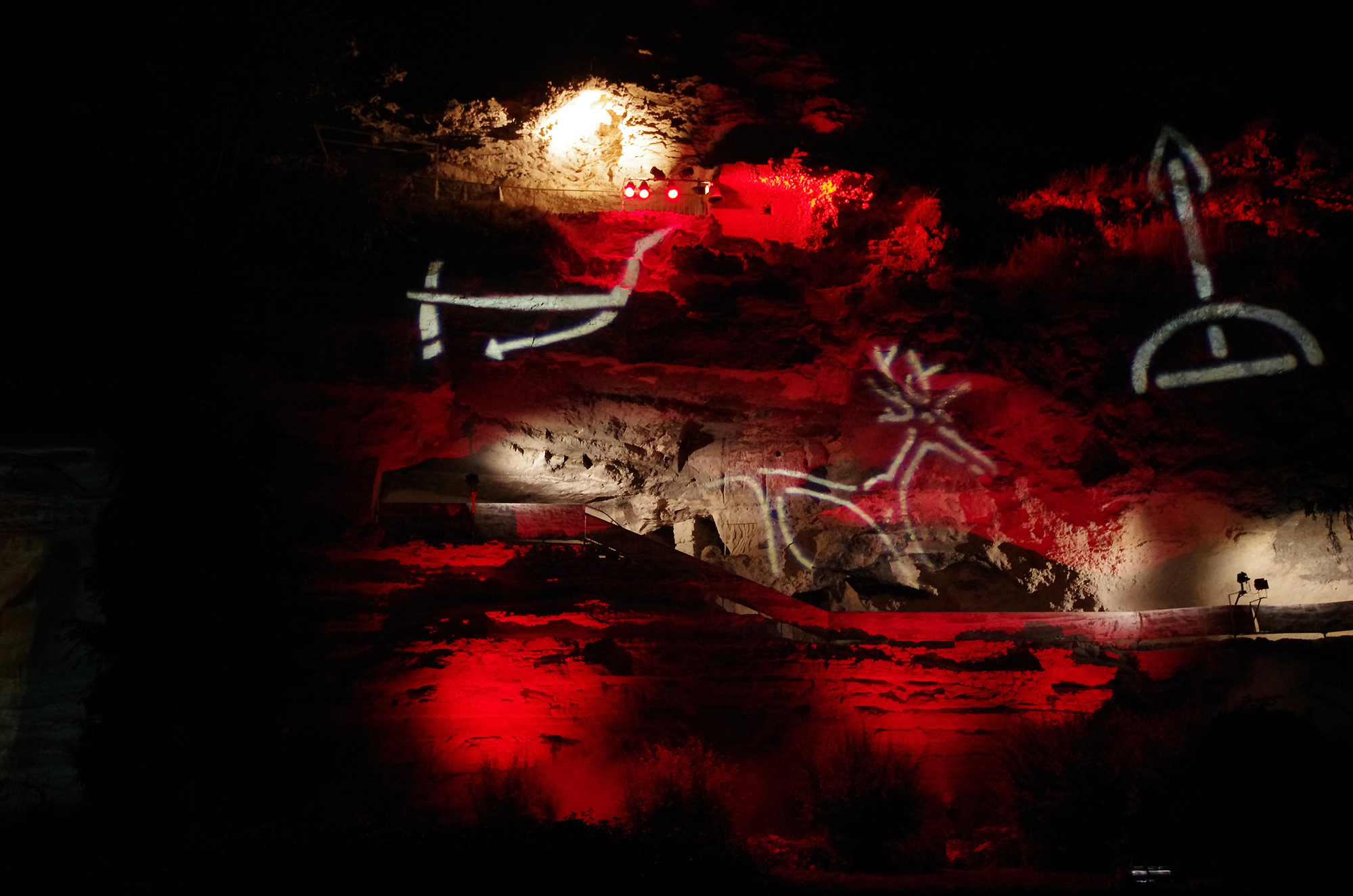
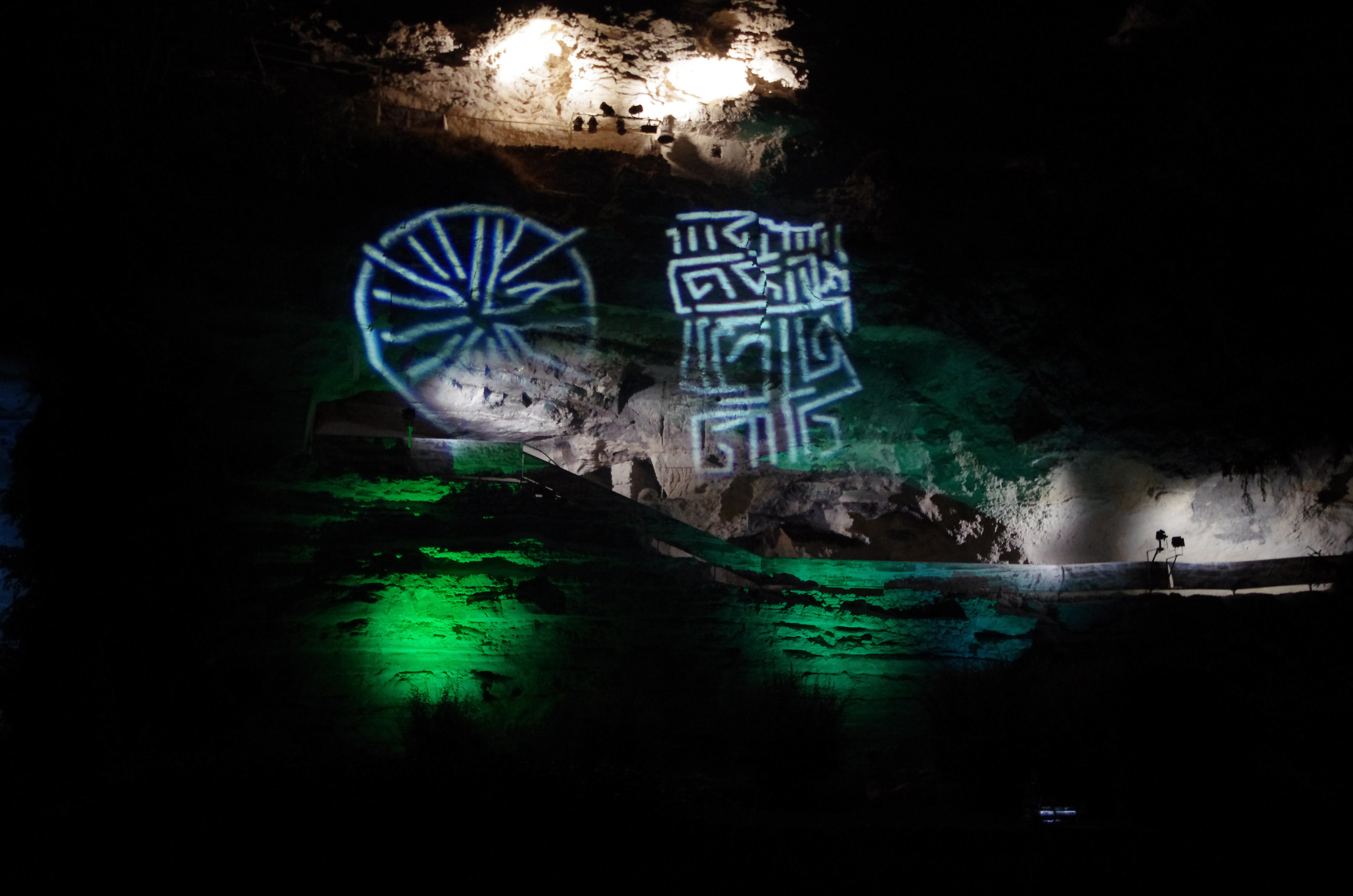
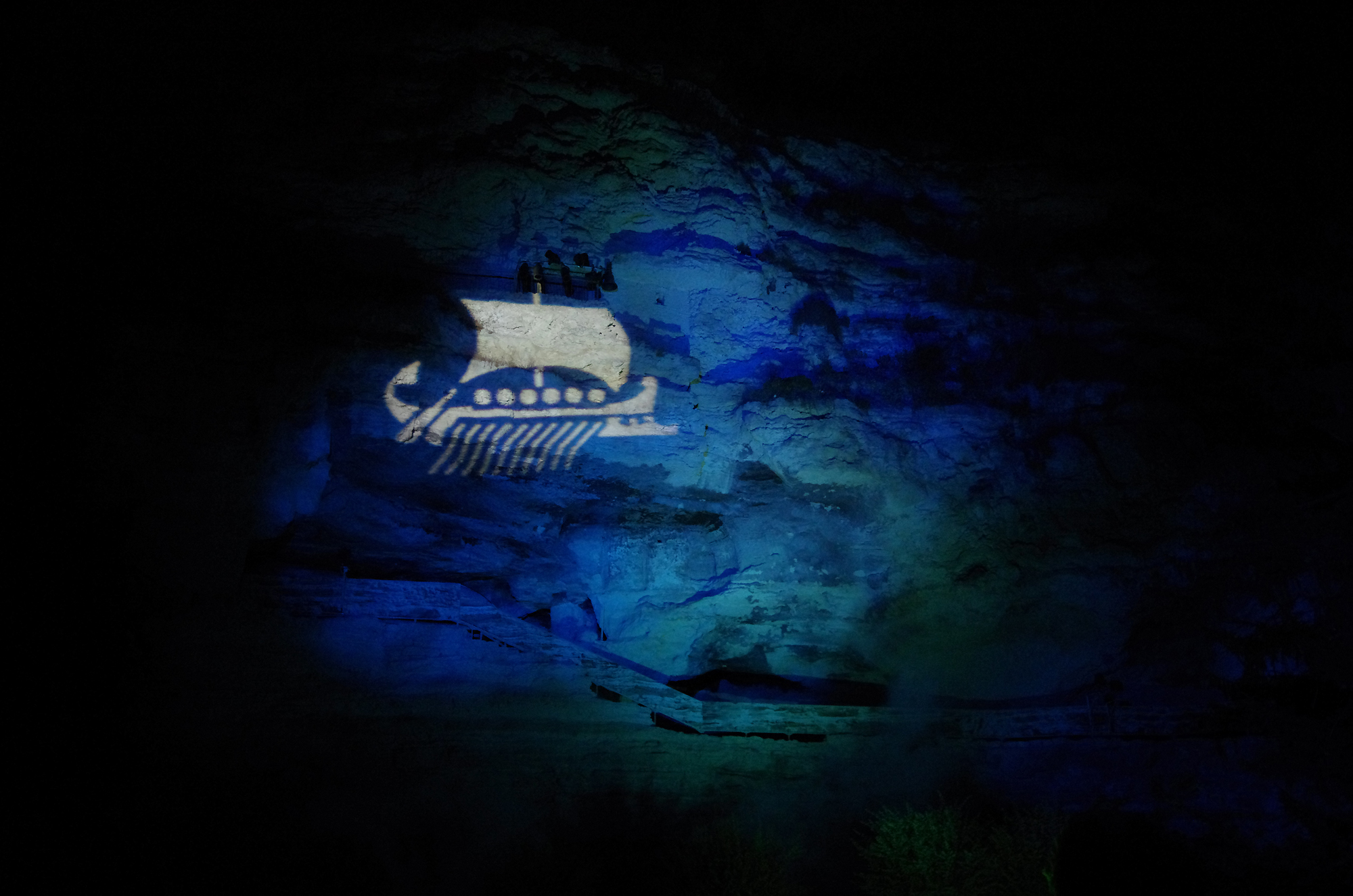
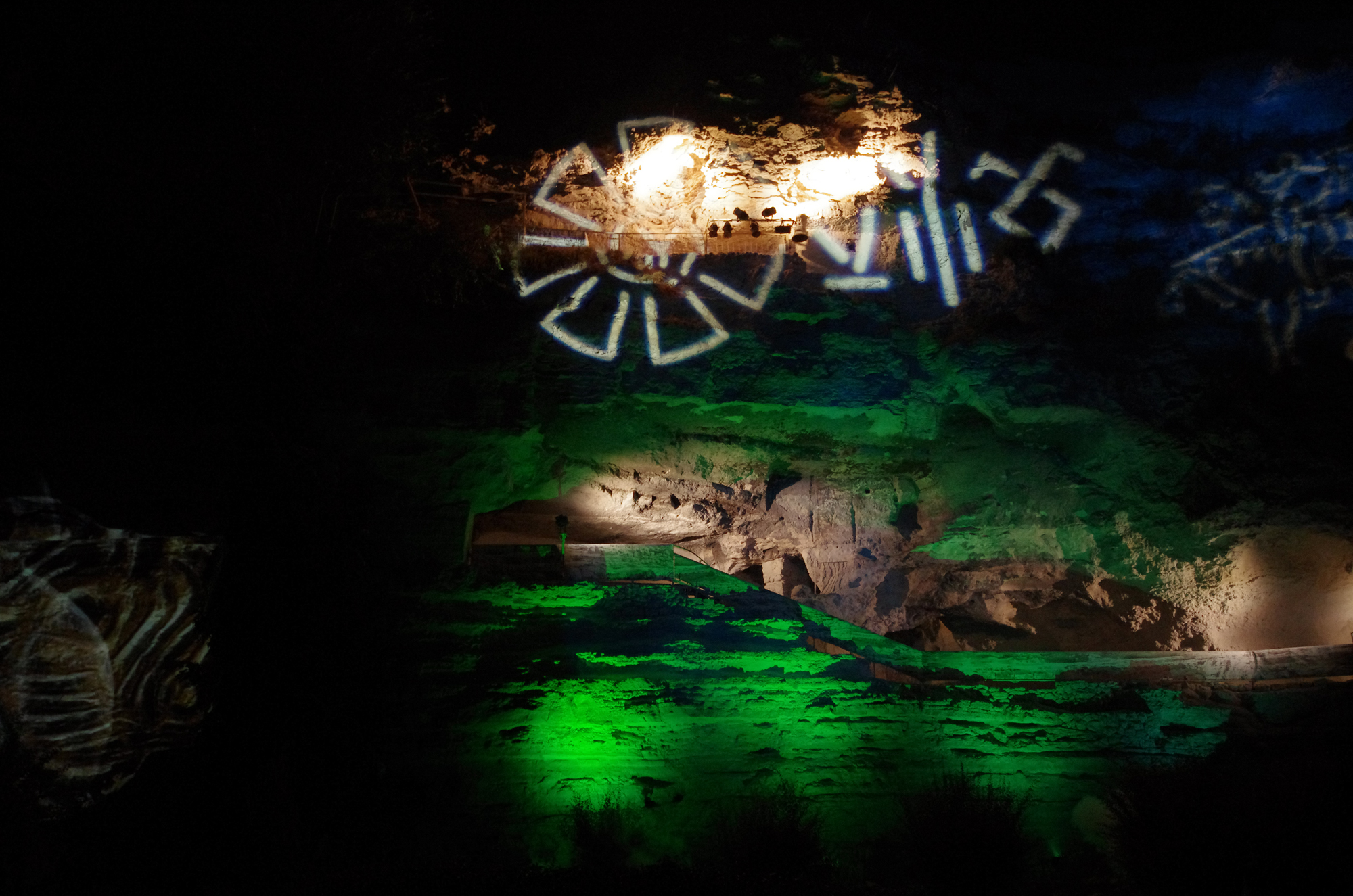